# Pseudomysz wydmowa
Pseudomysz wydmowa (Pseudomys gouldii) – gatunek gryzonia z rodziny myszowatych, występujący w zachodniej części Australii.

## Klasyfikacja
W 1839 roku G.R. Waterhouse opisał gatunek Mus gouldii, nazwany na cześć Johna Goulda. Miejsce typowe to Nowa Południowa Walia, na północ od rzeki Hunter. Jako że nie udało się pozyskać więcej egzemplarzy niż zdobyte w latach 1856–57, gatunek został uznany za wymarły. W 1896 roku E.R. Waite opisał żyjący gatunek Mus fieldi na podstawie holotypu z okolic Alice Springs w Terytorium Północnym. Opisane gatunki zostały następnie przeniesione do rodzaju pseudomysz (Pseudomys). W 1910 roku Oldfield Thomas opisał gatunek Pseudomys (Thetomys) præconis z Bernier Island w Zatoce Rekina w Australii Zachodniej. Szczątki subfosylne dowodzą, że gryzonie te miały w przeszłości ciągły zasięg od wybrzeża Zatoki Rekina w głąb Australii Zachodniej, po południową część Terytorium Północnego; analizy tych szczątków i obu holotypów wykazały, że należą one do zwierząt jednego gatunku i nazwa Pseudomys praeconis została uznana za młodszy synonim P. fieldi.
Badania opublikowane w 2021 roku dowiodły, że osobniki zaklasyfikowane do wymarłego gatunku Pseudomys gouldii są genetycznie nieodróżnialne od żyjących Pseudomys fieldi. Prowadzi to do wniosku, że gatunek ten w rzeczywistości nie wymarł, a nazwa P. fieldi jest młodszym synonimem P. gouldii.

### Nazewnictwo
W wydanej w 2015 roku przez Muzeum i Instytut Zoologii Polskiej Akademii Nauk publikacji „Polskie nazewnictwo ssaków świata” żyjącemu gatunkowi P. fieldi nadano nazwę pseudomysz wydmowa, podczas gdy uznawany za wymarły P. gouldii otrzymał nazwę pseudomysz rodzinna. W Australii zwierzę nosi angielskie nazwy Shark Bay mouse i Alice Springs mouse, oraz aborygeńską nazwę Djoongari.

## Występowanie
Pseudomysz wydmowa jest australijskim endemitem. Jej zasięg występowania obecnie ogranicza się do trzech wysp i jednego rezerwatu w Australii Zachodniej. Pierwotna populacja przetrwała na Bernier Island w Zatoce Rekina, udało się ją także introdukować na North West Island w grupie Montebello Islands i reintrodukować na Faure Island oraz w rezerwacie Mount Gibson Sanctuary na kontynencie. Próby introdukcji na Doole Island w zatoce Exmouth oraz w obszarach chronionych Heirisson Prong i Matuwa (Lorna Glen) nie powiodły się. Znalezione szczątki subfosylne dowodzą, że przed przybyciem Europejczyków i sprowadzonych przez nich zwierząt, pseudomyszy wydmowe miały rozległy zasięg na kontynencie. Obejmował on subtropikalne, półpustynne i pustynne tereny Australii Zachodniej, pustynne obszary Terytorium Północnego, Australię Południową oprócz południowo-wschodniej części stanu, a na wschodzie sięgał po Mutawintji National Park w Nowej Południowej Walii.
Na Bernier Island gryzoń ten zamieszkuje zbiorowiska roślinne porastające wydmy nadmorskie, w których dominują Spinifex longifolius i Olearia axillaris. Występuje w większości piaszczystych obszarów nadbrzeżnych wyspy i w mniejszym zagęszczeniu w jej głębi, na wrzosowiskach porośniętych przez rośliny z rodzaju Triodia i Acacia. Na Faure Island zwierzęta są wszędzie liczne, nie wykazując preferencji. Zwierzęta przesiedlone na Doole Island preferowały wybrzeże, w tym namorzyny, zanim ta subpopulacja zanikła. Nie wiadomo, jakie preferencje miały gryzonie zamieszkujące dawniej kontynent. Znalezione szczątki wskazują, że nie występowały na terenach z głębokimi glebami piaszczystymi, w tym na Wielkiej Pustyni Piaszczystej; szczątki są znajdowane w osadach jaskiniowych Gór Flindersa, Gór Macdonnella, Uluru i nad Zatoką Rekina, ale na przykład na nizinie Nullarbor w późnym holocenie wyparła ją pseudomysz pustynna (P. desertor).

## Morfologia
Długość ciała (bez ogona) 80–115 mm, długość ogona do 125 mm; masa ciała 30–61 g, średnio 45 g. Długość ucha holotypu P. fieldi: 18,5 mm, długość tylnej stopy 23,5 mm. Wierzch ciała jest ciemnobrązowy, spód ciała biały. Ogon w całości jest pokryty włosami.

## Tryb życia
Pseudomysz wydmowa prowadzi naziemny tryb życia. Nie wykorzystuje nor tak często jak inne pseudomyszy; korzysta z nich częściej w sezonie rozrodczym. Na Bernier Island tworzy tunele i korytarze ułatwiające przemieszczanie się w trawie morskiej, wyrzuconej przez zimowe sztormy. Za dnia przeważnie korzysta z naziemnych gniazd. Zwierzęta na Doole Island kryły się wśród drzew z rodzaju awicenia ponad linią przypływów, wśród skał i pod trawami Triodia.
Łowca John Gilbert, zbierający egzemplarze fauny dla Johna Goulda, opisał zachowania wymarłej populacji żyjącej w głębi lądu, w pobliżu miasta New Norcia w Australii Zachodniej. Gryzonie z gatunku P. gouldii gnieździły się w norach zamieszkanych przez rodzinę liczącą od 4 do 8 osobników, która korzystała ze wspólnego gniazda z wysuszonych miękkich traw. 
Jest wszystkożerna, ma zróżnicowaną dietę, na którą składają się kwiaty (zapewne Olearia solandri), liście i łodygi, a także grzyby, owady i pająki.

## Rozmnażanie
Gryzoń ten rozmnaża się zimą i wiosną, ciąża trwa około 28 dni. W miocie rodzi się od trzech do czterech młodych. Młode przestają żywić się mlekiem po około 30 dniach. Osiągają dojrzałość płciową w pierwszym roku życia. Długość życia nie jest pewna; inne gatunki pseudomyszy żyją 6–8 lat w niewoli, ale na wolności mniej.

## Populacja i zagrożenia
Głównym zagrożeniem dla pseudomyszy wydmowej jest możliwość pojawienia się obcych drapieżników w obszarach zamieszkiwanych przez te gryzonie, szczególnie zdziczałych kotów, lisów i szczurów śniadych. Przewiduje się, że wraz z postępującymi zmianami klimatu zmaleją opady, co także może być groźne w skutkach dla tego gatunku. Także zmiany zbiorowisk roślinnych na Faure Island, związane z rozprzestrzenianiem się inwazyjnych traw mogą skutkować większym zagrożeniem pożarowym.
Międzynarodowa Unia Ochrony Przyrody obecnie uznaje pseudomysz wydmową za gatunek narażony na wyginięcie. Miejsca jej występowania są objęte ochroną, Australia stworzyła też plan ochrony i reintrodukcji gatunku na większym obszarze. Konwencja waszyngtońska (CITES) od 2019 roku wymienia ten gatunek w załączniku II.